# Socialisering (sociologi)
 Denne artikel omhandler Socialisering (sociologi). For andre betydninger af socialisering, se Socialisering.
Socialisering er i sociologien betegnelsen for den proces, hvor individer internaliserer omgivelsernes sociale normer og kultur med henblik på at videreføre og styrke gruppens overlevelse og sammenhold. Gennem studiet af gruppelevende arter har forskningen kortlagt en række mønstre, som gentages i det indbyrdes liv, ligesom der opstår en arbejdsdeling, når forskellige opgaver skal udføres i gruppens interesse. Mange gruppedannelser udvikler et hierarki, men forskerne er ikke enige om, hvorvidt opbygningen af magtstrukturer er en uundgåelig følge af at leve i grupper. For mennesket som art antages det, at alle individer allerede ved fødselen har sociale egenskaber og behov. Socialiseringsteori kan derfor overordnet defineres som teorien om, hvordan individer gennem opvæksten forberedes til at indgå i fællesskaber. Der kan groft skelnes mellem fødselsmedlemsskab, standsmedlemskab, rekrutteret medlemskab efter tvang eller efter forhandling og frivilligt medlemskab, evt. gennem indmeldelse. Disse medlemskaber bygger på forventninger til den enkelte aktør, og summen af forventninger, der rettes mod en person, betegnes en rolle. I et kompliceret samfund vil samme person have flere forskellige roller i løbet af blot en enkelt dag. Hvis forventningerne til de forskellige roller opleves som modstridende, er den pågældende person i en rollekonflikt.
I et overordnet samfundsmæssigt perspektiv er socialisering den proces, som sikrer, at ethvert menneske opnår viden og færdigheder, som sikrer, at det kan deltage i løsningen af samfundsmæssige opgaver. Derfor kan socialiseringen opfattes som den mest betydende læreproces overhovedet. Muligvis er det en afgørende årsag til, at mange af de problemstillinger, som tidligere blev henført til socialiseringsbegrebet, i de seneste år er behandlet som dannelsesbegreber.

## Terminologi

### Teoriudviklingen
I klassisk sociologi anses de grundlæggende fælles institutioner i et samfund for at bestå af familie, skole, kirke og stat. Familiens opgaver er i en samfundsmæssig kontekst at stå for den primære socialisering, mens skole og kirke forestår den sekundære socialisering, som sikrer, at staten består af nyttige borgere. De forskellige klassiske skoler var imidlertid uenige både om disse institutioners foranderlighed og om virkningen af magtapparater.
Emile Durkheim var en af de første sociologer, som definerede begrebet socialisering. Han påpegede, at barnet som udgangspunkt handler ud fra primitive lyst- og mishag fornemmelser, men i løbet af opdragelsen lærer det at skelne mellem ”godt” og ”ondt” ud fra omgivelsernes reaktioner på dets handlinger. Socialiseringen er en konsekvens af, at barnets personlighed har tilpasset sig til de krav og forventninger, omgivelserne har stillet. Gennem denne proces er den oprindelige ydre tvang blevet internaliseret til en indre tvang. Dette mønsters gentagelse er en væsentlig del af opretholdelsen af den sociale orden. Tvangen er derfor ikke en undertrykkende foranstaltning, men et tilbud om at skabe rammer, der gør det muligt at fungere i samfundet.
Funktionalisterne er en fællesbetegnelse for sociologer, der analyserer sociale forhold på baggrund af en tese om, at al social aktivitet kan fastlægges ud fra den nytte eller gavnlige virkning, den pågældende aktivitet har. Det funktionalistiske perspektiv består i at betragte helheden som en organisme, hvor alle fænomener, f.eks. institutionerne analyseres ud fra deres funktion i helheden.
Pierre Bourdieu definerede begrebet habitus som et system af varige og foranderlige dispositioner, der fungerer som ramme for den måde, hvorpå det enkelte individ oplever, tænker og handler, konstruerer både aktørens position i det sociale rum og aktørens mentale dispositioner. Bl.a. som et resultat af empiriske studier af socialiseringen i grupper kunne Bourdieu herefter fastlægge socialiseringsprocessen som et resultat af forskelle i status. Denne status er primært funderet i klassetilhørsforhold og kulturel kapital, men kan påvirkes og forandres gennem livsforløbet. Chanceuligheden i de moderne samfund illustrerer dog, at de grundlæggende dispositioner for habitus fastlægges tidligt i barnets livsforløb, hvilket bl.a. har den konsekvens, at ulighederne videreføres fra generation til generation.
Konstruktivismen, især repræsenteret ved Niklas Luhmann karakteriserer det senmoderne samfund som centerløst. Hvert område og hvert individ har sit eget domæne, hvorfor kun lukkede systemer er i stand til at tilegne sig viden. På denne baggrund skelner han mellem socialisering, dvs. utilsigtede ændringer og opdragelse, dvs. tilsigtede ændringer af psykiske systemer. Da systemer er autopoietiske, er alle operationer principielt lukkede, men ved at reproducere sig selv indarbejder systemet indtryk fra den omgivende verden. Kommunikation er i dette perspektiv det eneste middel til socialisering.

### Centrale begreber

#### Primær socialisering
Alle mennesker fødes ind i en gruppe, som normalt er en familie, hvor barnet hurtigt knytter sig til sine forældre og søskende. Denne primære socialisering er udgangspunktet for at lære de sociale normer og regler, som gælder og hvorledes de indgår i et kulturelt mønster. Vaner og normer varierer og barnet lærer efterhånden, hvad omgivelserne kræver.

#### Sekundær socialisering
Efterhånden udvides barnets horisont, når det indgår i socialt samspil med legekammerater og senere i de offentlige institutioner, daginstitution og skole. Inspireret af Jürgen Habermas’ teori om systemverdenens kolonisering af livsverdenen, har især tyske sociologer udviklet en teori om funktionstømning af familien. Her påpeges det, at familiens oprindelige funktioner forplantning, reproduktion, omsorg og opdragelse kan foregå uden for den traditionelle families rammer. De offentlige institutioner har i senmoderniteten fået en stadig større rolle i socialiseringen, bl.a. fordi store dele af opdragelsen af børnene er flyttet fra familien til institutionerne. Dette kan skabe en konflikt mellem de normer, som er indlært i familien og dem, som institutionerne videregiver. Denne såkaldte dobbeltsocialisering kan føre til normforvirring og værdikonflikt mellem hjemmet og repræsentanterne for institutionerne.

#### Tertiær socialisering
Med udgangspunkt i Luhmanns tese om kommunikationens betydning for socialiseringsprocessen er det nærliggende at påpege, at massemedierne og internettet har fået en stigende grad af indflydelse på normdannelsen, og for de børn, som bruger megen tid på at se TV og udforske de sociale medier kan denne tertiære socialiseringskanal have stor betydning. Allerede i 1996 konkluderede en større dansk undersøgelse, at børn bruger mere tid på massemedierne end på skolearbejdet.

## Eksterne links
- Niels Ploug: Teorier om betydningen af social baggrund og chance ulighed Arkiveret 16. oktober 2013 hos  Wayback Machine
- Betænkning udgivet af Medieudvalget Statsministeriet Februar 1996 Arkiveret 18. februar 2009 hos  Wayback Machine